# 秋田県庁
秋田県庁（あきたけんちょう）は地方公共団体である秋田県の行政機関（役所）である。

## 沿革
- 1871年

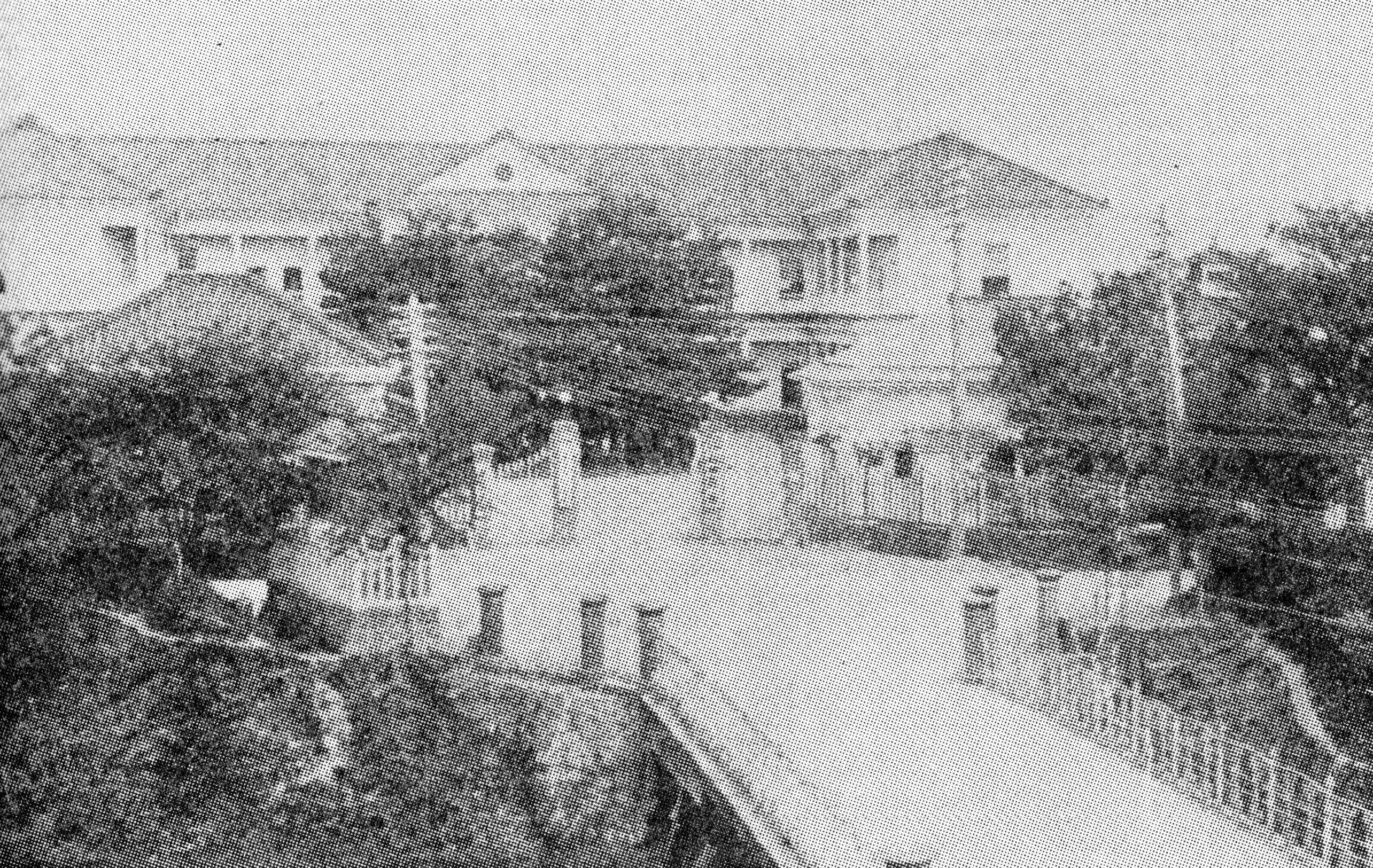
1879年竣工の秋田県庁舎

  - 8月29日（明治4年7月14日） - 廃藩置県により秋田県、亀田県、本荘県、矢島県、岩崎県を設置。
  - 12月13日（明治4年11月2日） - 上記5県と江刺県のうち鹿角郡、山形県のうち旧亀田領・旧仁賀保領を統合して秋田県を設置。
- 1872年
  - 4月20日（明治5年3月13日） - 久保田城本丸に秋田県庁を開設。
  - 11月12日（明治5年10月12日） - 秋田東根小屋町の本部学校（旧明徳館）へ移転。
- 1873年（明治6年）
  - 8月24日 - 県庁聴訟課より出火し庁舎全焼。秋田下中城町の渋江邸を仮庁舎とする。
  - 11月27日 - 秋田長野町の空き官舎（旧佐竹北家邸）を改築して県庁とする。
- 1875年（明治8年） - 地租改正作業を開始。
- 1876年（明治9年） - 県庁に勧業課を設置。勧業試験場を設置。秋田博物館、植物園を開設。
- 1877年（明治10年） - 地租改正作業が終了。
- 1880年（明治13年）
  - 4月19日 - 秋田土手長町中丁に県庁新庁舎が落成。
  - 7月21日 - 久保田城が焼失。
- 1889年（明治22年）4月1日 - 市制・町村制を施行。
- 1891年（明治24年）4月1日 - 郡制を施行。
- 1899年（明治32年） - 秋田市上中城町に県立秋田図書館を開館。
- 1904年（明治37年）5月2日 - 南秋田郡旭川村泉字新堰（現在の秋田市保戸野金砂町）に秋田工業学校を開校。
- 1918年（大正7年） - 米価が高騰し米の売り惜しみ防止の告諭を発布。
- 1923年（大正12年）4月1日 - 郡制を廃止。
- 1932年（昭和7年） - 救農土木臨時県会を開催。
- 1937年（昭和12年） - 各町村に出稼ぎ指導員を配置。
- 1947年（昭和22年） - 初の公選知事蓮池公咲が就任。
- 1957年（昭和32年）8月12日 - 県庁舎が火災で焼失。
- 1959年（昭和34年）12月 - 秋田市川尻町字八千刈（現在の山王四丁目）に新県庁舎が完成し移転。
- 1967年（昭和42年） - 県立美術館・平野政吉美術館を開館。
- 1968年（昭和43年） - 公害対策審議会を設置。
- 1987年（昭和62年） - 情報公開制度を開始。
- 1992年（平成4年） - 完全週休二日制を導入。

## 組織
[表示]をクリックすると一覧を表示。2020年4月1日現在。
- 知事
  - 副知事
    - 総務部
      - 総務課、秘書課、人事課、財政課、税務課［徴収特別対策室］、広報広聴課、総合防災課
      - 東京事務所、自治研修所、総合県税事務所［鹿角支所・北秋田支所・山本支所・由利支所・仙北支所・平鹿支所・雄勝支所］、公文書館、消防学校

    - 企画振興部
      - 総合政策課［被災者受入支援室］、市町村課、情報企画課、調査統計課、国際課

    - あきた創造未来部
      - あきた未来戦略課[高等教育支援室]、移住・定住推進課、次世代・女性活躍支援課、地域づくり推進課、

    - 観光文化スポーツ部
      - 観光戦略課、観光振興課、秋田うまいもの販売課、交通政策課、文化振興課、スポーツ振興課
      - 大阪事務所、名古屋事務所、福岡事務所、総合食品研究センター［食品加工研究所・醸造試験所］、スポーツ科学センター

    - 健康福祉部
      - 福祉政策課、地域・家庭福祉課、長寿社会課[国保・医療支援室]、障害福祉課、健康づくり推進課、保健・疾病対策課、医務薬事課[医療人材対策室]
      - 福祉事務所［北・山本・中央・南］、保健所［大館・北秋田・能代・秋田中央・由利本荘・大仙・横手・湯沢］、福祉相談センター、精神保健福祉センター、児童相談所［北・中央・南］、千秋学園、女性相談所、衛生看護学院

    - 生活環境部
      - 県民生活課、環境管理課［八郎湖環境対策室］、温暖化対策課、環境整備課、生活衛生課、自然保護課
      - 生活センター、健康環境センター、食肉衛生検査所、動物管理センター、鳥獣保護センター

    - 農林水産部
      - 農政政策課、農業経済課[販売戦略室]、農山村振興課、水田総合利用課[秋田米ブランド推進室]、園芸振興課、畜産振興課、農地整備課、水産漁港課、林業木材産業課、森林整備課
      - 農業研修センター、農業試験場、果樹試験場、畜産試験場、水産振興センター、森林研究研修センター、病害虫防除所、花き種苗センター、家畜保健衛生所［北部・中央・南部］

    - 産業労働部
      - 産業政策課[デジタルイノベーション戦略室]、地域産業振興課[輸送機産業振興室]、産業集積課、商業貿易課、資源エネルギー産業課、雇用労働政策課、公営企業課[発電所推進室]、
      - 産業技術センター、企業立地事務所、技術専門校［鷹巣・秋田・大曲］

    - 建設部
      - 建設政策課、技術管理課、都市計画課、下水道マネジメント推進課、道路課、河川砂防課、港湾空港課、建築住宅課、営繕課
      - 港湾事務所［秋田・船川・能代］、空港管理事務所［秋田・大館能代］

    - 地域振興局［鹿角地域振興局・北秋田地域振興局・山本地域振興局・秋田地域振興局・由利地域振興局・仙北地域振興局・平鹿地域振興局・雄勝地域振興局］

  - 会計管理者
    - 出納局
      - 会計課、財産活用課、総務事務センター、検査課
- 行政委員会
  - 教育委員会
    - 教育庁（事務局）
      - 総務課［施設整備室］、教職員給与課、幼保推進課、義務教育課、高校教育課、特別支援教育課、生涯学習課［文化財保護室］、保健体育課、福利課、教育事務所［北（鹿角出張所、山本出張所）・中央（由利出張所）・南（仙北出張所、雄勝出張所）］、払田柵跡調査事務所
      - 総合教育センター、図書館、生涯学習センター、少年自然の家［大館・保呂羽山・岩城］、近代美術館、博物館、農業科学館、埋蔵文化財センター
      - 県立学校

  - 公安委員会
    - 秋田県警察本部

  - 選挙管理委員会
  - 人事委員会 - 事務局 - 職員課
  - 監査委員 - 事務局 - 監査第一課、監査第二課
  - 労働委員会 - 事務局 - 審査調整課
  - 収用委員会
  - 海区漁業調整委員会
  - 内水面漁場管理委員会
- 公営企業
  - 産業労働部【再掲】
    - 公営企業課
    - 大館発電事務所［八幡平・八幡平第二・柴平・早口・素波里・山瀬］、玉川発電事務所［鎧畑・田沢湖・小和瀬・玉川］、秋田発電・工業用水道事務所［杉沢・岩見・萩形・皆瀬・板戸・大松川］